# Hajnička
Hajnička (neboli stínomilná trvalka) je buď planě rostoucí druh rostliny nebo také vyšlechtěná odrůda (jaterníky, škornice), která se pěstuje na zahradách, ve stinných partiích pod stromy a keři, na stinných skalkách či záhonech. Výsadba má vytvářet dojem volné přírody, kde mezi kameny rostou různé druhy rostlin, nejčastěji rostliny s nápadnými květy a listy.
Pěstování hajniček je módní především v Anglii, USA a Německu, postupně se dostává i do ČR.

## Přehled hajniček
- Actaea – samorostlík
- Anemone – sasanka
- Anemonella – sasanečka
- Anemonopsis
- Arisaema – lítostka
- Arum – árón
- Aruncus – udatna
- Asarum – kopytník
- Astilbe – čechrava
- Bergenia – bergenie
- Brunnera – pomněnkovec
- Caulophyllum – kohoš
- Cimicifuga – ploštičník
- Convallaria – konvalinka
- Corydalis – dymnivka
- Deinanthe
- Dentaria – kyčelnice
- Dicentra – srdcovka
- Disporum
- Eomecon
- Epimedium – škornice
- Ficaria – orsej
- Hacquetia – hvězdnatec
- Helleborus – čemeřice
- Hepatica – jaterník
- Heuchera – dlužicha
- Hosta – bohyška
- Hydrastis
- Hylomecon
- Chloranthus
- Chrysosplenium – mokrýš
- Isopyrum – zapalice
- Jeffersonia
- Kirengeshoma
- Lathyrus – hrachor
- Maianthemum – pstroček
- Mertensia – plícněnka
- Mukdenia
- Omphalodes – pupkovec
- Ophiopogon
- Pachysandra
- Paris – vraní oko
- Peltoboykinia
- Pinellia
- Podophyllum – noholist
- Polygonatum – kokořík
- Pulmonaria – plicník
- Ranzania
- Reineckea
- Rodgersia
- Roscoea
- Sanquinaria – krevnice
- Saruma
- Scopolia – pablen
- Smilacina
- Stylophorum – vlaštovičníkovec
- Symphytum – kostival
- Syneilesis
- Telekia – kolotočník
- Telima
- Thalictrum  – žluťucha
- Tiarella
- Trachystemon
- Tricyrtis
- Trillium
- Triosteum
- Uvularia
- Vancouveria